# 轉角就是櫻坂？
《轉角就是櫻坂？》（日语：／ Sokomagattara sakurazaka */?）是日本女子偶像組合櫻坂46首個冠名綜藝節目，自2020年10月19日起於每星期日24:35-25:05、即星期一0:35-1:05，在東京電視台播出。

## 概要
該節目為隨著櫸坂46改名為櫻坂46之後，取代《櫸字，會寫嗎？》播出的全新冠名節目，於2020年10月19日在東京電視台首播。節目名字並未提前公布，直到第一集首播時，才宣布節目名稱為《轉角就是櫻坂？》。主持人則與《櫸字，會寫嗎？》同樣由土田晃之以及搞笑雙人組原市成員澤部佑擔任。
2021年4月5日開始，本節目播出後會在次日（即星期一）在串流平台『GYAO!』上線新集數，並只開放給日本國內觀眾觀看。

## 演出者

### 目前的演出者
- MC（主持人）
  - 土田晃之、澤部佑（原市）
- 櫻坂46：
  - 1期生：上村莉菜、小池美波、齋藤冬優花
  - 2期生：井上梨名、遠藤光莉、大園玲、大沼晶保、幸阪茉里乃、武元唯衣、田村保乃、藤吉夏鈴、增本綺良、松田里奈、森田輝、守屋麗奈、山崎天
  - 3期生：石森璃花、遠藤理子、小田倉麗奈、小島凪紗、谷口愛季、中嶋優月、的野美青、向井純葉、村井優、村山美羽、山下瞳月

### 過去的演出者
- 櫻坂46
  - 1期生：守屋茜[注 1]、渡邊梨加[注 2]、渡邊理佐[注 3]、原田葵[注 4]、尾關梨香[注 5]、菅井友香[注 6]、土生瑞穗[注 7]、小林由依[注 8]
  - 2期生：松平璃子[注 9]、關有美子[注 10]

### 棚內嘉賓
- 濱口善幸（日语：濱口善幸）－第3集「櫻坂46 奮起集會！來考慮新團隊的種種事情吧！下集」中擔任占卜師
- 山岸慎英、井之口信明（高山嚮導）－第7～8集「櫻坂46 1單大賣祈願！上集 下集」影片出演
- 須田拓也（Pap Corn（日语：パップコーン））、青木泰寬、Sunshine池崎（日语：サンシャイン池崎）、岩井勇氣（原市）－第30集「祝澤部35！澤部王決定戰！！」影片出演
- 大久保佳代子（綠洲二人組（日语：オアシズ））－第35～36集「想了解更多知識！炒熱節目講座」

## 集數列表
| 2020年 | 2020年   | 2020年                                           | 2020年                     |
| 集數   | 播放日   | 内容                                             | 演播室Live                 |
| ------ | -------- | ------------------------------------------------ | -------------------------- |
| 1      | 10月19日 | 櫻坂46的新節目開播了！櫻坂46 1st單曲發布 （）    | -                          |
| 2      | 10月26日 | 櫻坂46 奮起集會！來考慮新團隊的種種事情吧！ （） | -                          |
| 3      | 11月2日  | 櫻坂46 奮起集會！來考慮新團隊的種種事情吧！ （） | -                          |
| 4      | 11月9日  | 讓新 center 森田光更加發光吧 （）                | -                          |
| 5      | 11月16日 | 消除团内隔阂！櫻坂46三方合战！ （）              | -                          |
| 6      | 11月23日 | 消除团内隔阂！櫻坂46三方合战！ （）              | -                          |
| 7      | 11月30日 | 櫻坂46 1單大賣祈願！ （）                        | -                          |
| 8      | 12月7日  | 櫻坂46 1單大賣祈願！ （）                        | 《Nobody's fault》         |
| 9      | 12月14日 | 讓我們炒熱一單吧！ Nobody's fault遊戲 （）       | 《乘坐末班地鐵》           |
| 10     | 12月21日 | 讓我們炒熱一單吧！ Nobody's fault遊戲 （）       | 《Buddies》                |
| 11     | 12月28日 | 回顧2020年吧！大清算SP （2020年を振り返ろう！大清算スペシャル）                      | 《為什麼不談一場戀愛呢？》 |

| 2021年 | 2021年   | 2021年                                                                              | 2021年                 |
| 集數   | 播放日   | 内容                                                                                | 演播室Live             |
| ------ | -------- | ----------------------------------------------------------------------------------- | ---------------------- |
| 12     | 1月11日  | 壓歲錢盛宴！櫻坂46大新年會 （）                                                     | 《Blue Moon Kiss》     |
| 13     | 1月18日  | 壓歲錢盛宴！櫻坂46大新年會 （）                                                     | 《半信半疑》           |
| 14     | 1月25日  | 壓歲錢盛宴！櫻坂46大新年會 （）                                                     | 《Plastic regret》     |
| 15     | 2月1日   | 櫻坂46品位女王決定戰 （）                                                           | -                      |
| 16     | 2月5日   | 櫻坂46品位女王決定戰 （）                                                           | -                      |
| 17     | 2月15日  | 櫻坂46品位女王決定戰 （）                                                           | -                      |
| 18     | 2月22日  | 藍月之吻大賽！！ （）                                                               | -                      |
| 19     | 3月1日   | 櫻坂46人氣成員大獎賽！！前半 2nd單曲選拔發布 （）                                   | -                      |
| 20     | 3月8日   | 櫻坂46人氣成員大獎賽！！後半                                                        | -                      |
| 21     | 3月15日  | 祝 義務教育結束 大家來慶祝天醬初中畢業吧！ （）                                     | -                      |
| 22     | 3月22日  | 祝 義務教育結束 大家來慶祝天醬初中畢業吧！ （）                                     | -                      |
| 23     | 3月29日  | 來讓MC送自己年會的獎品吧！ （）                                                     | -                      |
| 24     | 4月5日   | 閒置品大放送 櫻坂購物頻道 （）                                                      | -                      |
| 25     | 4月12日  | 2單大賣祈願 （）                                                                    | -                      |
| 26     | 4月19日  | 我的隱藏能力發表會 （）                                                             | 《BAN》                |
| 27     | 4月26日  | 我的隱藏能力發表會 （）                                                             | 《偶然的回答》         |
| 28     | 5月3日   | 告訴我她的稀有情報吧！櫻坂秘密！ （）                                               | 《比我想像中更不寂寞》 |
| 29     | 5月10日  | 告訴我她的稀有情報吧！櫻坂秘密！ （）                                               | 《你與我與待洗衣物》   |
| 30     | 5月17日  | 祝澤部35！澤部王決定戰！！ （）                                                     | 《Microscope》         |
| 31     | 5月24日  | BAN還是不BAN？戒不掉的東西發表會！ （）                                             | 《那就是爱啊》         |
| 32     | 5月31日  | 最新版！櫻坂46學力大排名!! （）                                                     | 《櫻坂之詩》           |
| 33     | 6月7日   | 最新版！櫻坂46學力大排名!! （）                                                     | -                      |
| 34     | 6月14日  | 最新版！櫻坂46學力大排名!! （）                                                     | -                      |
| 35     | 6月21日  | 想了解更多知識！炒熱節目講座 （）                                                   | -                      |
| 36     | 6月28日  | 想了解更多知識！炒熱節目講座 （）                                                   | -                      |
| 37     | 7月5日   | 誰的聲音最百變？聲優適合度檢查！ （）                                               | -                      |
| 38     | 7月12日  | 以大家之間的感情賺取慰問品吧！BACKS成員團結一致遊戲 （）                            | -                      |
| 39     | 7月19日  | 以大家之間的感情賺取慰問品吧！BACKS成員團結一致遊戲 （）                            | -                      |
| 40     | 7月26日  | 一探究竟吧！只有我沉迷的各種事情 （）                                               | -                      |
| 41     | 8月2日   | 她對什麼不滿？成員內部投訴徵集箱 （）                                               | -                      |
| 42     | 8月9日   | 與學力測試無關！頭腦女王決定戰！前半 3rd單曲選拔發布 （）                           | -                      |
| 43     | 8月16日  | 與學力測試無關！頭腦女王決定戰！後半 （）                                           | -                      |
| 44     | 8月23日  | 回憶QUIZ！就算是2期生，忘了也要受罰！ （）                                          | -                      |
| 45     | 8月30日  | 回憶QUIZ！就算是2期生，忘了也要受罰！ （）                                          | -                      |
| 46     | 9月6日   | 櫻坂46普遍感覺女王決定戰 （）                                                       | -                      |
| 47     | 9月13日  | 從第一步開始了解新center田村保乃的人生吧！前半 （）                                 | -                      |
| 48     | 9月20日  | 從第一步開始了解新center田村保乃的人生吧！後半 （） 食慾之秋！美食發表會！前半 （） | -                      |
| 49     | 9月27日  | 食慾之秋！美食發表會！後半 （）                                                     | -                      |
| 50     | 10月4日  | 這樣果然很奇怪對吧？我有些糟糕的一面！ （）                                         | -                      |
| 51     | 10月11日 | 3單大賣祈願 （）                                                                    | -                      |
| 52     | 10月18日 | 3單大賣祈願 （）                                                                    | -                      |
| 53     | 10月25日 | 還沒結束！我有些糟糕的一面！ （）                                                   | 《流彈》               |
| 54     | 11月1日  | 隨便提要求！櫻坂46萬聖節大戰 （）                                                   | 《Dead end》           |
| 55     | 11月8日  | 第1屆 櫻坂46同感發表會 （）                                                         | 《無言的宇宙》         |
| 56     | 11月15日 | 第1屆 櫻坂46同感發表會 （）                                                         | -                      |
| 57     | 11月22日 | 這方面我可是No.1！女王競選！ （）                                                   | -                      |
| 58     | 11月29日 | 祝！櫻坂46 1周年！通過成員手機裡的照片回顧櫻坂這一年吧！ （）                       | -                      |
| 59     | 12月6日  | 祝！櫻坂46 1周年！通過成員手機裡的照片回顧櫻坂這一年吧！ （）                       | -                      |
| 60     | 12月13日 | 櫻坂46忘年運動會！ （）                                                             | -                      |
| 61     | 12月20日 | 櫻坂46忘年運動會！ （）                                                             | -                      |
| 62     | 12月27日 | 6年半來辛苦了！守屋茜&渡邊梨加畢業SP （）                                           | -                      |

| 2022年 | 2022年  | 2022年                                                            | 2022年     |
| 集數   | 播放日  | 内容                                                              | 演播室Live |
| ------ | ------- | ----------------------------------------------------------------- | ---------- |
| 63     | 1月10日 | 2022年新春！櫻坂46雙陸大賽！ （）                                 | -          |
| 64     | 1月17日 | 2022年新春！櫻坂46雙陸大賽！ （）                                 | -          |
| 65     | 1月24日 | 祝！新成年成員成人能力檢測！ （）                                 | -          |
| 66     | 1月31日 | 祝！新成年成員成人能力檢測！ （）                                 | -          |
| 67     | 2月7日  | 讓我們也體驗一下！二期生情人節妄想表白！前半 （）                 | -          |
| 68     | 2月14日 | 讓我們也體驗一下！二期生情人節妄想表白！後半 4th單曲選拔發布 （） | -          |
| 69     | 2月21日 | 這很奇怪嗎？我害怕的東西BEST10 （これって変ですか? 私の怖いものベスト10）                               | -          |
| 70     | 2月28日 | 不帶害羞地說出口吧！想對那個人表達感謝之日 （照れずに伝えよう あの人に感謝したいデー）                   | -          |
| 71     | 3月7日  | 緊急企劃！小土&澤部“選出”的想再看一次的名場面&冥場面 （緊急企画! ツッチー&澤部が選ぶもう一度観たい神シーン&迷場面大放出スペシャル）         | -          |
| 72     | 3月14日 | 只有我知道的成員QUIZ！ （）                                       | -          |
| 73     | 3月21日 | 只有我知道的成員QUIZ！ （）                                       | -          |

## 播放時間
- 以下均为日本標準時間，遇特殊情况播出时间可能有所变更。

| 播放區域 | 電視台     | 播放時間                         | 播放日期         |
| -------- | ---------- | -------------------------------- | ---------------- |
| 關東地方 | 東京電視台 | 星期一 0:35 - 1:05（星期日深夜） | 2020年10月19日－ |

## 製作人員
- 企劃：秋元康
- 旁白：庄司宇芽香
- 構成：町田裕章、穴井和久（あないかずひさ）、安部裕之、清山智之
- 軟體：遠山眞史
- 攝影師：橫尾曉祥
- 視訊：石塚英雄
- 語音：宮川康一
- 照明：根建勝廣
- 美術：矢野雄一郎
- 設計：岡美里
- AC：鹽谷達郎
- 壓克力裝飾：日野直治
- 大道具：畠山茂、清水愛
- 電飾：下地邦彌
- 布置：安藤岳
- 化妝：Artmake Toki
- 音效：森山顕仁
- 編輯：最上昌哉
- MA：秋山榮美子
- 攝影協助：Zeta、PROGRESSO、IMAGICA
- 美術協助：FUJI ART
- 服裝協力：GLOVE HOUSE RED、DESERT SNOW
- AD：早野太貴、安井史織、柴田悠輝
- AP：田村奈津季、桑原友香
- 導演：白野勝敏、犬飼義啓、佐佐部龍太、高畠大地、松本茂之、田口諒
- 製作人：今野義雄、佐野弘明、長尾真
- 製作協助：K-max
- 製作：Seed & Flower

## 外部連結
- 欅って、書けない？ 公式サイト - 東京電視台 （日語）
- そこ曲がったら、櫻坂?的X（前Twitter）

| 東京電視台 週一0:35－1:05（週日深夜）            | 東京電視台 週一0:35－1:05（週日深夜） | 東京電視台 週一0:35－1:05（週日深夜） |
| ------------------------------------------------ | ------------------------------------- | ------------------------------------- |
|                                                  | 轉角就是櫻坂？ （2020年10月19日－）   |                                       |
| 櫸字，會寫嗎？ （2015年10月5日－2020年10月12日） | —                                     |                                       |